# Anabel Armario
Anabel Armario Seren (nacida en Cádiz en 1980) es una modelo, actriz y presentadora española.

## Trayectoria
Mientras trabajaba como dependienta de cosméticos en unos grandes almacenes de Cádiz, fue descubierta en el año 2006 por la revista Maxim y galardonada con el premio Miss Maxim Internacional, dando comienzo a su carrera como modelo, fundamentalmente en el ámbito de la publicidad.
En el año 2008 fue candidata a Miss España tras ganar el certamen de Miss Cádiz. En el certamen nacional de belleza quedó en el quinteto finalista.
Desde el año 2010 Anabel Armario ha realizado campañas publicitarias de alcance internacional, entre las que destacan marcas como Freixenet, Axe, Lois, Martini, Cuétara, Federópticos, Ron Legendario, Ponche Caballero, Coca Cola, Pantene o Correos, así como ha prestado su imagen para campañas publicitarias de cosmética y joyería en países árabes y Turquía.
Antes de saltar al panorama internacional había colaborado en varios programas de Canal Sur, como Vaya vecinos y No digas no.
Desde 2011 es colaboradora y reportera de La semana más larga, programa de humor de Canal Sur 2 presentado por Manuel Sánchez Vázquez. También es la imagen de la asistente virtual de la página web de Becari@s, serie de televisión de Telecinco, con el nombre de Vicky Vi-Clone.